# Kanton Laroque-Timbaut
Kanton Laroque-Timbaut (francouzsky Canton de Laroque-Timbaut) je francouzský kanton v departementu Lot-et-Garonne v regionu Akvitánie. Tvoří ho osm obcí.

## Obce kantonu
- Cassignas
- Castella
- La Croix-Blanche
- Laroque-Timbaut
- Monbalen
- Saint-Robert
- Sauvagnas
- La Sauvetat-de-Savères